# 関東鉄道江戸崎車庫
関東鉄道江戸崎車庫（かんとうてつどうえどさきしゃこ）は、茨城県稲敷市高田に所在する、関東鉄道のバス車庫。
江戸崎営業所が格下げされたもので、車庫略記はEDosakiのED。正式名称は関東鉄道竜ヶ崎営業所江戸崎車庫。

## 現行路線
稲敷市江戸崎地区と龍ケ崎市を結ぶ路線を運行するほか、運用の間合いで一部の竜ヶ崎ニュータウン線も担当する。

### 一般路線
- 江戸崎 - 江戸崎車庫 - 角崎坂下 - 半田 - 戸張 - 竜ヶ崎駅 - 川原代 - 龍ケ崎市駅
  - 朝1往復のみ運行。区間便の竜ヶ崎駅発着便とは異なり、済生会病院は経由しない。8月の『いなしき夏まつり花火大会』開催時は臨時便も運行される[1]。かつては取手駅発着便や、区間便として佐貫駅（現在の龍ケ崎市駅）→竜ヶ崎駅→戸張止まりの便も存在した。
- 江戸崎 - 江戸崎車庫 - 新利根体育館 - （新利根公民館） - 角崎坂下 - 半田 - 龍ケ崎済生会病院 - 龍ケ崎市駅
  - 竜ヶ崎から江戸崎まで結ぶメイン路線。『江戸崎』バス停はJRバス関東の『江戸崎駅』とは異なる場所にあったが、2018年10月1日より他路線との接続改善の為に同バス停に変更した。2021年11月15日の改正で、龍ケ崎市駅行きに経路変更。同時に新利根体育館、新利根公民館に乗り入れるようになった。ただし、新利根公民館が休館日の日は新利根公民館には乗り入れない。

かつては平日1本のみ、江戸崎総合高校まで延長して運行されていたが、2013年に廃止された。
- 龍ケ崎市駅 → 平台入口 → 中根台 → 久保台 → 龍ケ崎済生会病院 → 白羽一丁目　※平日夕方1便のみ担当

#### 稲敷エリア広域バス
- ひたち野うしく駅 - 奥野生涯学習センター - 稲敷市役所 - 稲敷バスターミナル - 江戸崎（江戸崎・牛久ルート）

2017年2月4日運行開始。1日5往復運行。

ひたち野うしく駅から鉄道･バスを利用してつくば、水戸方面へも連絡できるようになっている。

## 特定輸送
- 霞ヶ浦高等学校
- 聖徳学園
- つくば秀英高等学校
- 東洋大学附属牛久中学校・高等学校
- 稲敷市スクールバス運行

## 廃止路線

### 一般路線
- 江戸崎車庫 - 江戸崎高校 - 古渡 - 桜川村役場前 - 浮島 ※2005年（平成17年）4月1日廃止。ブルーバスへ移管。
- 桜川村役場前 - 上阿波 ※2005年（平成17年）4月1日廃止。ブルーバスへ移管。
- 半田 - 板橋 - 島田 ※2007年（平成19年）3月23日廃止
かつては竜ヶ崎駅から運行されていた。
- （江戸崎高校） - 江戸崎車庫 - 沼田 - 時崎 - 月出里 - 飯倉 - 吉原 - 実穀 - 上本郷 - 荒川沖駅東口 ※（ ）は一部便のみ　2011年（平成23年）4月1日廃止
  - 当路線の一部区間は稲敷エリア広域バス（江戸崎･阿見ルート）で復活していた。
- 竜ヶ崎駅 → 戸張 → 半田 → 角崎坂下 → 江戸崎車庫 → 江戸崎総合高校　　※2013年（平成25年）4月1日廃止
廃止直前は竜ヶ崎駅から江戸崎総合高校への片道1便のみ。廃止後は、竜ヶ崎駅 → 江戸崎で運行継続。
- ひたち野うしく駅 - あみプレミアム・アウトレット - 稲敷市役所 - 江戸崎（江戸崎･阿見ルート）※2019年（平成31年）4月1日廃止

### 高速路線
- 江戸崎・美浦・阿見 - 東京駅線 ※2008年（平成20年）6月末までJRバス関東との共同運行、以降は関東鉄道の単独運行となり1日4往復に減便し、2011年（平成23年）3月31日廃止。
  - 関鉄江戸崎（関東鉄道江戸崎車庫） - JR江戸崎営業所 - 美浦トレーニングセンター（稲敷郡美浦村） - 県立医療大学 - 東京医大前（稲敷郡阿見町） - 右籾三区（土浦市） - ひたち野うしく（牛久市・駅構内ではない） - 稲岡南（つくば市） ⇔ 都営浅草駅（平日上りのみ）・上野駅（平日上りのみ）・東京駅

## 車両

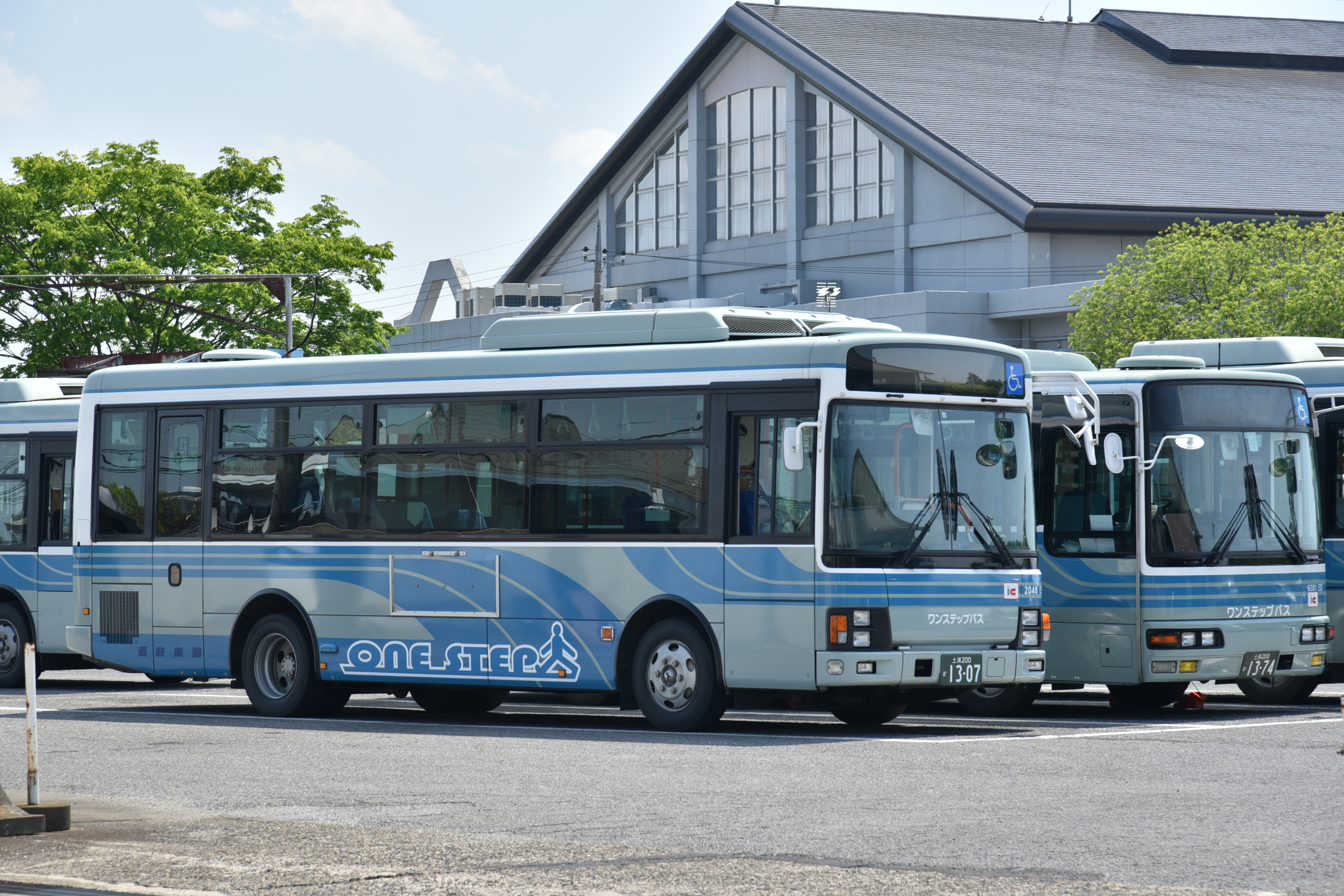
江戸崎車庫に待機駐車中のワンステップバス（2018年）

一般路線車は、江戸崎営業所時代には10両程度在籍していたが、江戸崎車庫への格下げに伴い、多数の車両が竜ヶ崎営業所へ転出した。2016年（平成28年）現在は、ツーステップの中型車が数両在籍し、ノンステップ、ワンステップ車両は導入されていない。
高速路線車は、減便の影響で一部の車両が水戸営業所へ転出したため、2010年（平成22年）2月現在、いすゞスーパークルーザー1両と三菱ふそうエアロバス2両の計3両が在籍する。
特定車は、聖徳学園や東洋大学附属牛久高等学校等のスクールバスを担当しているため、5両程度在籍する。また、竜ヶ崎営業所所属の特定車も当車庫に常駐されている。

## 参考書籍
- 加藤佳一編著 『バスジャパン ニューハンドブックス 25 関東鉄道』 BJエディターズ、1998年（平成10年）。
- 加藤佳一編著 『バスジャパン ハンドブックシリーズR 61 関東鉄道』 BJエディターズ、2007年（平成19年）。